# Лікування нікотинової залежності
Відмова від паління, як і від інших форм споживання тютюну, проблематична в силу адиктивних властивостей нікотину. За даними Королівського коледжу лікарів Великої Британії, залежність від нікотину сильніше, ніж героїнова. У преамбулі Рамкової конвенції ВООЗ з боротьби проти тютюну сказано: «... сигарети та деякі інші вироби, що містять тютюн, є високотехнологічними виробами, розробленими таким чином, щоб створювати та підтримувати залежність, і що багато компонентів, що містяться є фармакологічно активними, токсичними, мутагенними та канцерогенними, а також що залежність від тютюну класифікують в основних міжнародних класифікаціях хвороб як окремий розлад...».

## Вплив відмови від паління на здоров'я
Американське товариство з вивчення раку відзначає такі ефекти відмови від паління:
- Нормалізація пульсу та артеріального тиску через 20 хвилин після останньої сигарети;
- Протягом 12 годин у крові знижується рівень вуглекислого газу;
- Через 0,5 — 3 місяців поліпшується кровообіг та функції дихальної системи;
- Через 1 — 9 місяців зменшується кашель та ускладнення дихання;
- Через один рік після відмови від паління наполовину скорочується ризик ішемічної хвороби серця;
- Через п'ять років ризик інсульту стає таким самим, як у тих, хто ніколи не палив, а також наполовину зменшується ризик розвитку раку горла, стравоходу, ротової порожнини, сечового міхура;
- Протягом 10 років наполовину (у порівнянні з тими, що продовжують палити) знижується ризик раку легенів;
- Через 15 років ризик ішемічної хвороби серця стає таким же, як у тих, що ніколи не палили.

У числі інших ефектів відзначають зменшення ризику діабету, підвищення толерантності до навантажень, поліпшення самопочуття, підвищення потенції у чоловіків, поліпшення репродуктивної функції у жінок.

## Побічні ефекти відмови від куріння
| Тяга до тютюну              | від 3 до 8 тижнів |
| Запаморочення               | декілька днів     |
| Безсоння                    | від 1 до 2 тижнів |
| Головний біль               | від 1 до 2 тижнів |
| Дискомфорт у грудній клітці | від 1 до 2 тижнів |
| Запори                      | від 1 до 2 тижнів |
| Дратівливість               | від 2 до 4 тижнів |
| Втома                       | від 2 до 4 тижнів |
| Кашель або нежить           | декілька тижнів   |
| Відсутність концентрації    | декілька тижнів   |
| Голод                       | декілька тижнів   |

### Синдром відміни
Відмова від паління в перші дні може спричинити тяжкі симптоми відміни, аж до станів, аналогічних наркотичній «ломці». Тяга до паління (часто — суто до механічного процесу паління сигарети та відчуттю роздратування дихальних шляхів, що виникає при затягуванні) може зберігатися протягом тривалого часу (до декількох тижнів, рідко — більше року) після відмови.

### Набір ваги
Часто при недотриманні простих правил можливий набір 2-5 кілограмів ваги після відмови від паління

## Способи відмови від куріння

### Відмова від куріння без сторонньої допомоги
За оцінкою Американського товариства з вивчення раку, не більше 7 % курящих можуть відмовитися від паління без медикаментозної чи іншої допомоги. За іншими оцінками, 95 % людей, що не палять від 1 до 10 років, кинули курити без сторонньої допомоги. Найпоширеніші методи самостійної відмови від паління: 1) «cold turkey» (англ. сленг. — «зав'язати, порвати зі згубним потягом») — категорична, остаточна відмова, наприклад, метод Аллена Карра; 2) поступове зменшення числа викурених сигарет.

### Медикаментозні методи відмови від куріння

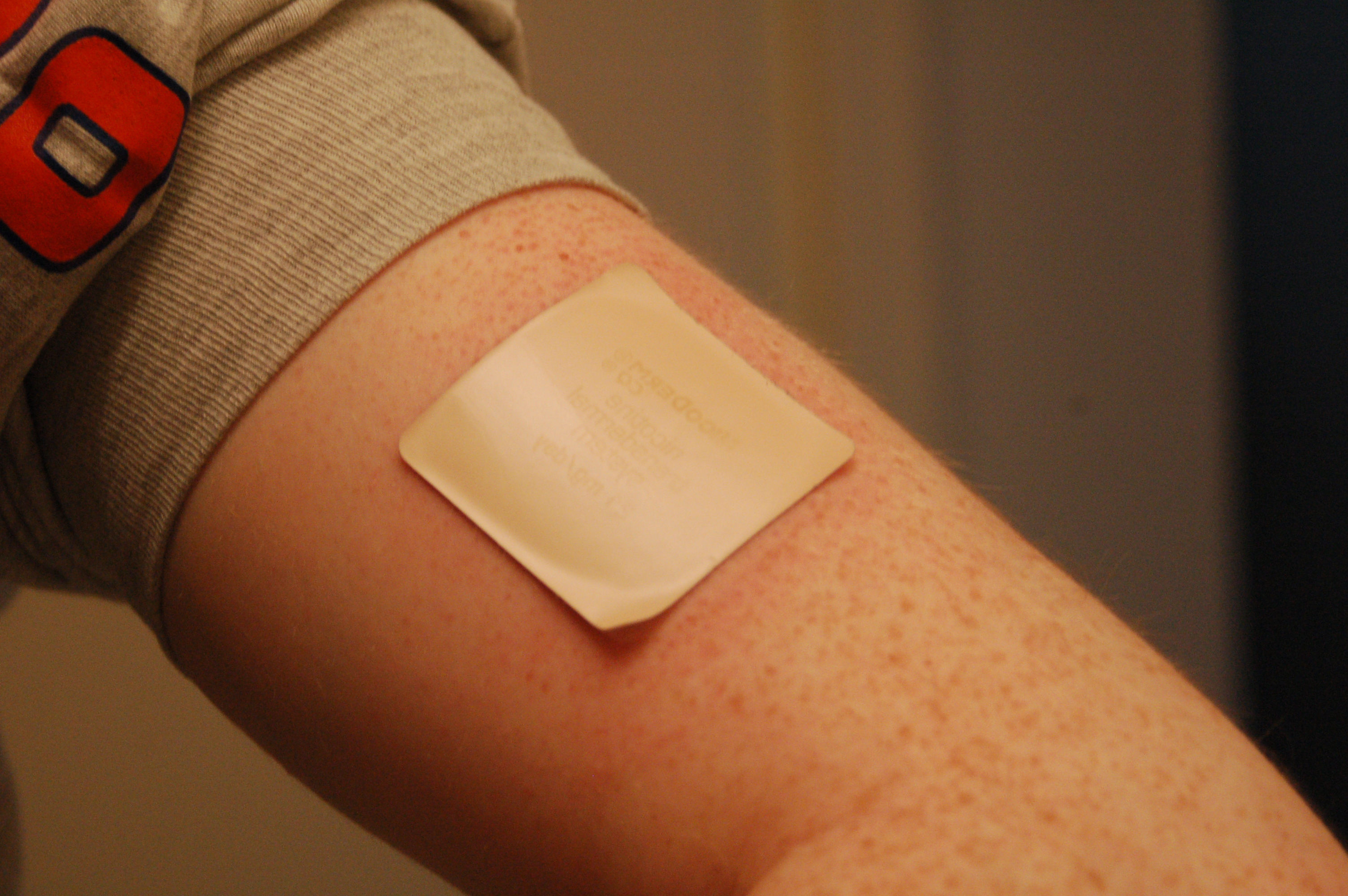
Нікотиновий пластир

- Нікотинозамісна терапія. Її застосування збільшує ймовірність відмови приблизно в два рази в осіб з вираженою нікотинової залежністю. Зазвичай застосовують нікотинові пластирі, що містять 21 мг (діє протягом доби) або 15 мг нікотину (діє під час періоду неспання — 16 годин), нікотинову жувальну гумку (2 та 4 мг нікотину, близько 20 штук на добу) або таблетки, нікотинові інгалятори. Іноді використовують комбінацію різних форм заміщення нікотину, а також комбінацію з іншими препаратами.
- Антидепресант бупропіон (велбутрін, зібан).
- Часткові агоністи нікотинових рецепторів.
  - Вареніклін (Чампікс), виведений на ринок 2008 року, який є частковим агоністом нікотинових рецепторів, подає великі надії, але його застосування у деяких пацієнтів загрожує серйозними побічними ефектами, у тому числі з боку нервової системи.
  - Цитизин (Табекс), алкалоїд, виділений з Зіноваті руської. Перший препарат, схвалений для лікування нікотинової залежності. Має мало побічних ефектів у малих дозах. Препарат табекс активно застосовували для відмови від паління в країнах Центральної та Східної Європи, починаючи з 60-х років [8]. Проте в західних країнах він був практично не відмічений, багато в чому через те що результати досліджень не публікували англійською мовою[9]. Сучасні дослідники відзначають серед переваг порівняно низьку собівартість виробництва ліків на основі цитизину, який на відміну від свого похідного варенікліну, не є штучно синтезований та його отримують безпосередньо з рослинної сировини[8][10]. На відміну від препаратів розроблених на Сполучених Штатах і які пройшли дорогі клінічні випробування, Табекс тривалий час залишався препаратом зі сприятливою клінічною історією, однак фактично непомічений на міжнародному рівні, оскільки докази його ефективності зібрані в 60-70-х роках в країнах Варшавського блоку, в недостатній мірі відповідали західним стандартам клінічних випробувань[11].

Дослідження  Оксфордського університету виявили, що препарати варениклін, цитизин, а також електронні сигарети – найефективніші способи позбутися звички курити.

### Немедикаментозні способи відмови від куріння
Порада лікаря кинути палити є найбільш економічно вигідним втручанням в сучасній медицині, навіть при невеликому відсотку курців, що послухають пораду. Роз'яснення наслідків паління, допомога та підбадьорення, підтримка мотивації — всі ці чинники збільшують імовірність відмови від куріння.
Ще один варіант немедикаментозного способу відмови від куріння — програма "12 кроків" у спільноті Анонімні Курці. Це незалежне співтовариство, яке включає в себе чоловіків та жінок, які бажають кинути палити, і які діляться один з одним своїм досвідом, підтримують один одного, утворюючи терапевтичне середовище для подолання фізичних, психологічних та соціальних проблем, пов'язаних із залежністю від куріння.
Так само існують різні курси та програми, одноденні, так і багатоденні, які спрямовані переважно на подолання психологічної залежності від куріння.
Схожий спосіб подолання залежності від куріння — це робота із психологом, фахівцем в області хімічної залежності.

## Тенденції
Частота відмови від куріння серед курців у різних країнах різна. Частота відмови від куріння збільшилася в Іспанії між 1965 та 2000 роками, в Шотландії між 1998 та 2007 та в Італії після 2000 року. Натомість в США частота відмови є стабільною між 1998 та 2008 роками, а в Китаї частота відмови від куріння знизилася між 1998 та 2003 роками.
Тим не менш, все більше число країн, де більше екс-курців, ніж курців. Наприклад, в США станом на 2010, було 47 мільйонів колишніх курців і 46 мільйонів курців.